# Общественная палата Российской Федерации первого состава
Обще́ственная пала́та Росси́йской Федера́ции — организация, обеспечивающая взаимодействие граждан Российской Федерации, общественных объединений с органами государственной власти и органами местного самоуправления в целях учёта потребностей и интересов граждан Российской Федерации, защиты прав и свобод граждан Российской Федерации.
Включение в члены ОП происходит по сложной системе, детали которой менялись в разные периоды её работы.
В данном списке присутствует информация о членах первого Состава Общественной палаты со сроком полномочий: 2006—2008 год.

## Законодательная база
Общественная палата была сформирована в соответствии с Федеральным законом РФ «Об Общественной палате Российской Федерации» от 4 апреля 2005 года № 32. Согласно Закону, Общественная палата избирается каждые два года (с 2012 — каждые три года) и осуществляет взаимодействие граждан с федеральными органами государственной власти, органами государственной власти субъектов Российской Федерации и органами местного самоуправления в целях учёта потребностей и интересов граждан Российской Федерации, защиты прав и свобод граждан Российской Федерации и прав общественных объединений при формировании и реализации государственной политики в целях осуществления общественного контроля за деятельностью федеральных органов исполнительной власти, органов исполнительной власти субъектов Российской Федерации и органов местного самоуправления, а также в целях содействия реализации государственной политики в области обеспечения прав человека в местах принудительного содержания.

## Состав Общественной Палаты
Первый состав Общественной палаты был сформирован 23 декабря 2005 года. Первое пленарное заседание сформированной Общественной палаты прошло 22 января 2006 года в Георгиевском зале Кремля.
Состав формировался в три этапа. Первоначально президент страны определил кандидатуры 42 граждан РФ, имеющих «особые заслуги перед государством и обществом». Вторым этапом назначенные президентом члены палаты избрали еще 42 члена палаты по представлениям от общероссийских общественных объединений. Третьим этапом избранные на первых двух этапах члены палаты кооптировали 42 представителей от региональных и межрегиональных общественных объединений.
Лица, рекомендованные к утверждению в качестве членов Общественной палаты Российской Федерации Указом Президента Российской Федерации от 28 сентября 2005 года № 1138, которым впоследствии было предложено приступить к формированию Общественной палаты в полном составе.
1. Абакумов Сергей Александрович — председатель правления Общероссийской общественной организации «Национальный гражданский комитет по взаимодействию с правоохранительными, законодательными и судебными органами»;
2. Аюшеев Дамба Бадмаевич — Пандита-Хамбо-лама, глава Буддийской традиционной сангхи России;
3. Бажаев Мавлит Юсупович — президент межрегиональной общественной организации «Ассоциация чеченских общественных и культурных объединений», председатель совета директоров открытого акционерного общества «Группа Альянс»;
4. Блохина Лидия Васильевна — президент Международного союза общественных объединений «Международный общественно-экономический союз (женщин)»;
5. Боголюбова Галина Васильевна — президент Славянского фонда России;
6. Бокерия Лео Антонович — президент Общероссийской общественной организации «Лига здоровья нации», директор Научного центра сердечно-сосудистой хирургии имени А. Н. Бакулева Российской академии медицинских наук;
7. Большакова Мария Артёмовна — председатель совета Общероссийской общественной благотворительной организации «Союз семей военнослужащих России»;
8. Бородин Леонид Иванович — писатель, главный редактор журнала «Москва»;
9. Велихов, Евгений Павлович — академик-секретарь Отделения информационных технологий и вычислительных систем Российской академии наук, президент Российского научного центра «Курчатовский институт», академик Российской академии наук;
10. Гайнутдин Равиль (Гайнутдинов Равиль Исмагилович) — муфтий, председатель Совета муфтиев России, председатель Духовного управления мусульман Европейской части России;
11. Глазычев Вячеслав Леонидович — профессор кафедры теории и истории архитектуры Московского архитектурного института (государственной академии);
12. Говоров Владимир Леонидович — председатель Общероссийской общественной организации ветеранов войны и военной службы, Герой Советского Союза;
13. Гусев Павел Николаевич — президент Союза журналистов Москвы, главный редактор газеты «Московский комсомолец»;
14. Духанина Любовь Николаевна — директор средней общеобразовательной частной школы «Наследник»;
15. Ершова Елена Николаевна — президент Общероссийской ассоциации женских общественных организаций «Консорциум женских неправительственных объединений»;
16. Захаров Владимир Михайлович — руководитель региональной общественной организации «Центр экологической политики России», член-корреспондент Российской академии наук;
17. Зелинская Елена Константиновна — вице-президент Общероссийской общественной организации работников средств массовой информации «МедиаСоюз»;
18. Зыков Олег Владимирович — президент Общероссийского общественного благотворительного фонда «Российский благотворительный фонд „Нет алкоголизму и наркомании“»;
19. Ильина Тамара Алексеевна — член Общероссийской общественной организации «Женский диалог», врач детской стоматологической поликлиники г. Пензы;
20. Кабаева Алина Маратовна — член президиума Общероссийской общественной организации «Российский спортивный союз молодежи», заслуженный мастер спорта;
21. Калягин Александр Александрович — председатель Общероссийской общественной организации «Союз театральных деятелей Российской Федерации (Всероссийское театральное общество)», народный артист Российской Федерации;
22. Климент (Капалин Герман Михайлович) — митрополит Калужский и Боровский, управляющий делами Московской Патриархии, постоянный член Священного синода Русской православной церкви;
23. Кузьминов Ярослав Иванович — ректор Государственного университета — Высшей школы экономики;
24. Кучерена Анатолий Григорьевич — председатель центрального совета Общероссийского общественного движения «Гражданское общество»;
25. Лазар Берл (Лазар Пинхос Берел) — главный раввин России;
26. Ломакин-Румянцев Александр Вадимович — председатель Общероссийской общественной организации «Всероссийское общество инвалидов»;
27. Лысенко Людмила Александровна — учитель средней общеобразовательной школы № 1 станицы Курская Ставропольского края;
28. Медведева Марина Валентиновна — председатель правления Общероссийского общественного детского экологического движения «Зелёная планета»;
29. Никонов Вячеслав Алексеевич — президент фонда «Политика»;
30. Очирова Александра Васильевна — президент Международной общественной благотворительной организации «Международный женский центр „Будущее женщины“»;
31. Роднина Ирина Константиновна — председатель центрального совета Общероссийской общественной организации «Всероссийское добровольное общество „Спортивная Россия“», заслуженный мастер спорта;
32. Рошаль Леонид Михайлович — президент Международного благотворительного общественного фонда помощи детям при катастрофах и войнах, заведующий отделением неотложной хирургии и травмы детского возраста Научно-исследовательского института педиатрии Научного центра здоровья детей Российской академии медицинских наук;
33. Ряховский Сергей Васильевич — епископ, председатель Российского объединённого союза христиан веры евангельской (пятидесятников), сопредседатель Консультативного совета глав протестантских церквей России;
34. Сагалаев Эдуард Михайлович — президент Национальной ассоциации телерадиовещателей;
35. Салахова Айдан Таировна — генеральный директор закрытого акционерного общества «Айдан галерея», член-корреспондент Российской академии художеств;
36. Слободская Мария Александровна — президент Института проблем гражданского общества;
37. Тишков Валерий Александрович — директор Института этнологии и антропологии имени Н. Н. Миклухо-Маклая Российской академии наук, член-корреспондент Российской академии наук;
38. Фадеев Валерий Александрович — директор Института общественного проектирования;
39. Федосов Владимир Иванович — председатель Международной общественной организации «Федерация мира и согласия»;
40. Чадаев Алексей Викторович — заведующий отделом политики сетевого издания «Русский Журнал»;
41. Шмаков Михаил Викторович — председатель Федерации независимых профсоюзов России;
42. Шохин Александр Николаевич — председатель Координационного совета предпринимательских союзов России.

1. 13 августа 2006 года скончался Герой Советского Союза генерал армии Говоров Владимир Леонидович.
2. 3 февраля 2007 года скоропостижно скончался Федосов Владимир Иванович, председатель Комиссии Общественной палаты по этике, регламенту и совершенствованию деятельности и законодательства Общественной палаты.
3. 3 мая 2007 года Указом Президента Российской Федерации № 575 членом Общественной палаты Российской Федерации утверждён председатель Совета директоров Национальной Ассоциации объединений офицеров запаса Вооружённых Сил (МЕГАПИР) Каньшин Александр Николаевич.

Лица, прошедшие конкурсный отбор в члены Общественной палаты — 42 представителя от общероссийских общественных организаций, — выбранные уже утверждёнными членами Общественной палаты:
1. Афоничев, Александр Алексеевич
2. Баранов, Александр Александрович
3. Борисов, Сергей Ренатович
4. Блохина, Лидия Васильевна
5. Ганичев, Валерий Николаевич
6. Глубоковская, Эльмира Гусейновна
7. Городничева, Юлия Михайловна
8. Гриб, Владислав Валерьевич
9. Жарков, Александр Николаевич
10. Зайцев, Геннадий Николаевич
11. Игнатенко, Александр Александрович
12. Каландаров, Камилжан Хамутович
13. Карпов, Анатолий Евгеньевич
14. Катырин, Сергей Николаевич
15. Клементьева, Роза Митрофановна
16. Козырев, Алексей Сергеевич
17. Кушнарев, Сергей Викторович
18. Липскеров, Дмитрий Михайлович
19. Лонгин (Корчагин, Владимир Сергеевич)
20. Лопухин Антон Михайлович
21. Маланичева, Галина Ивановна
22. Марков, Сергей Александрович[источник не указан 1613 дней]
23. Мигранян, Андраник Мовсесович
24. Мирзоев, Гасан Борисович
25. Мишин, Виктор Максимович
26. Потанин, Владимир Олегович
27. Пржездомский, Андрей Станиславович
28. Проклова, Елена Игоревна
29. Пугачёва, Алла Борисовна
30. Пузин, Сергей Никифорович
31. Резник, Генри Маркович
32. Рожнов, Олег Александрович
33. Савченко, Анатолий Петрович
34. Сванидзе, Николай Карлович
35. Семерикова, Елена Геннадьевна
36. Стародубец, Анатолий Сергеевич
37. Суляндзига, Павел Васильевич
38. Томчин, Григорий Алексеевич
39. Фридман, Михаил Маратович
40. Честин, Игорь Евгеньевич
41. Шабанов, Сергей Георгиевич
42. Шахназаров, Карен Георгиевич

Лица, прошедшие конкурсный отбор в члены Общественной палаты — 42 представителя от региональных и межрегиональных общественных объединений, — выбранные утверждёнными ранее двумя третями состава членов Общественной палаты:
1. Абрамов, Сергей Александрович
2. Адамский, Александр Изотович
3. Алексеева, Татьяна Олеговна
4. Алиева, Фазу Гамзатовна
5. Белозёров, Владимир Леонидович
6. Бондаренко, Владимир Дмитриевич
7. Вавилина, Надежда Дмитриевна
8. Васильев, Валерий Иванович
9. Гусельников, Леонид Константинович
10. Державин, Николай Иванович
11. Дьякова, Елена Григорьевна
12. Журавлева, Татьяна Юрьевна
13. Заболотский, Виктор Владимирович
14. Зарубин, Александр Леонидович
15. Кириллина, Валентина Ивановна
16. Кузьминых, Константин Борисович
17. Лазуренко, Сергей Викторович
18. Лебедева, Лидия Давыдовна
19. Майер, Георгий Владимирович
20. Макеев, Анатолий Иванович
21. Машбаш, Исхак Шумафович
22. Мельников, Владимир Павлович
23. Минко, Сергей Тимофеевич
24. Мирейский, Кирилл Владимирович
25. Мошков, Владимир Витальевич
26. Нетеребский, Олег Викторович
27. Новиков, Юрий Васильевич
28. Ондар, Наталья Дожулдеевна
29. Пашаев, Давид Гусейнович
30. Петеров, Николай Владимирович
31. Самирханов, Амирхан Миркадамович
32. Соколова, Валентина Николаевна
33. Солтагереев, Хусайн Гиланович
34. Титов, Александр Фёдорович
35. Тототто, Юрий Михайлович
36. Третьяков, Олег Александрович
37. Туфетулова, Роза Рахматулловна
38. Феофан (Ашурков, Иван Андреевич)
39. Фролов, Константин Васильевич
40. Церетели, Зураб Константинович
41. Шолохов, Михаил Михайлович
42. Ярославова, Светлана Борисовна

## Комиссии и рабочие группы Общественной Палаты
Общественная палата первого состава сформировала 18 комиссий Архивная копия от 2 апреля 2010 на Wayback Machine, в каждой из которых состояла из различного — до 8 человек числа членов палаты и занималась определенной сферой общественной жизни.
1. Комиссия Общественной палаты по вопросам социального развития
2. Комиссия Общественной палаты по вопросам конкурентоспособности, экономического развития и предпринимательства
3. Комиссия Общественной палаты по вопросам развития гражданского общества и участия общественности в реализации национальных проектов
4. Комиссия Общественной палаты по общественному контролю за деятельностью правоохранительных органов, силовых структур и реформированием судебно-правовой системы
5. Комиссия Общественной палаты по формированию здорового образа жизни
6. Комиссия Общественной палаты по вопросам толерантности и свободы совести
7. Комиссия Общественной палаты по международному сотрудничеству и общественной дипломатии
8. Комиссия Общественной палаты по вопросам регионального развития и местного самоуправления
9. Комиссия Общественной палаты по вопросам здравоохранения
10. Комиссия Общественной палаты по экологической безопасности и охране окружающей среды
11. Комиссия Общественной палаты по коммуникациям, информационной политике и свободе слова в средствах массовой информации
12. Комиссия Общественной палаты по вопросам развития культуры
13. Комиссия Общественной палаты по вопросам интеллектуального потенциала нации
14. Комиссия Общественной палаты по вопросам развития благотворительности, милосердия и волонтерства
15. Комиссия Общественной палаты по этике, регламенту и совершенствованию деятельности и законодательства Общественной палаты
16. Комиссия Общественной палаты по вопросам сохранения культурного и духовного наследия
17. Комиссия Общественной палаты по вопросам глобализма и национальной стратегии развития
18. Комиссия Общественной палаты по инновациям, высокотехнологичным научным и инженерным проектам

Наряду с комиссиями, для организации своей деятельности Общественная Палата сформировала ряд рабочих групп.

## Совет Общественной Палаты
Для решения оперативных и злободневных вопросов был создан Совет Общественной палаты, в состав которого,, по должности, вошли председатели комиссий палаты, а также Секретарь Архивная копия от 19 мая 2012 на Wayback Machine палаты и его заместитель.

## Аппарат палаты
Аппарат Общественной палаты, в соответствии с законом, обеспечивает деятельность палаты и работает под общим руководством её секретаря.

## Членство в международных организациях
15 сентября 2006 года Общественная палата стала членом Международной ассоциации экономических и социальных советов и схожих институтов.